# Jiradet Taichankong
Jiradet Taichankong (thailändisch จิระเดช ใต้จันทร์กอง; * 28. Februar 2006 in Khon Kaen), auch als Spy bekannt, ist ein thailändischer Fußballspieler.

## Karriere
Jiradet Taichankong erlernte das Fußballspielen in der Schulmannschaft der Pathumkongka School sowie in der Jugend des Port FC. Seinen ersten Profivertrag unterschrieb er im Juni 2024 in Khon Kaen beim Erstligisten Khon Kaen United FC. Sein Erstligadebüt gab Taichankong am 9. Februar 2025 (21. Spieltag) im Auswärtsspiel gegen den Nakhon Pathom United FC. Bei der 2:1-Niederlage wurde er in der 73. Minute für Parndecha Ngernprasert eingewechselt.